# Вікнина (притока Збруча)
Вікнина — річка в Україні, в Тернопільському районі Тернопільської області, права притока Збруча (басейн Дністра).

## Опис
Довжина річки приблизно 10 км. Висота витоку над рівнем моря — 328 м, висота гирла — 266 м, падіння річки — 62 м, похил річки — 6,2 м/км. Формується з декількох безіменних струмків та 1 водойми.

## Розташування
Бере початок на південний захід від села Іванівки в урочищі Підкругляк. Тече переважно на південний схід через село Турівку і в селі Фащівка впадає у річку Збруч, ліву притоку Дністра.